# When the World Comes Down
When The World Comes Down est le troisième album du groupe américain de rock The All-American Rejects.

## Liste des Pistes
1. "I Wanna" - 3:29
2. "Fallin' Apart" - 3:27
3. "Damn Girl" - 3:52
4. "Gives You Hell" - 3:33
5. "Mona Lisa"  - 3:15
6. "Breakin'" - 3:59
7. "Another Heart Calls" (featuring The Pierces) - 4:09
8. "Real World" - 4:03
9. "Back to Me" - 4:29
10. "Believe" - 3:28
11. "The Wind Blows" - 4:22
12. "Sunshine" - 3:00 (30 seconds pre-gap hidden track)

### Deluxe edition
1. "I Wanna" (Demo) - 3:18
2. "Damn Girl" (Demo) - 3:36
3. "Falling' Apart" (Demo) - 3:33
4. "Mona Lisa" (Demo) - 2:43
5. "Real World" (Demo) - 3:55

### UK Edition Bonus Tracks
1. "I Wanna" (Demo) - 3:18
2. "Damn Girl" (Demo) - 3:36
3. "Fallin' Apart" (Demo) - 3:33
4. "Mona Lisa" (Demo) - 2:43
5. "Real World" (Demo) - 3:55
6. "Here I Sit" (Demo) - 3:59
7. "The Wind Blows" (Steve Aoki Hurricane Mix) - 4:21

### iTunes exclusives
1. "On the Floor" (Demo) (iTunes Exclusive)
2. "Here I Sit" (Demo) (iTunes pre-order track only)[1]

### Best Buy Exclusives
The deluxe edition at Best Buy has the additional tracks:
1. "Swing, Swing" (Live) - 6:59
2. "I'm Waiting" (Live) - 5:38
3. "Move Along" (Live) - 4:44

### Slot Music Best Buy Exclusives
1. "Stay" (Demo)